# جيف وول
جيف وول (بالإنجليزية: Geoff Wall)‏ (14 سبتمبر 1964 في الولايات المتحدة - ) هو مدرب كرة قدم ولاعب كرة قدم أمريكي في مركز الوسط. لعب مع Seattle Storm (soccer) ‏ وفورت لودردال صن ‏ وTacoma Stars (1983–1992) ‏ وسياتل ساوندرز.